# Harstad

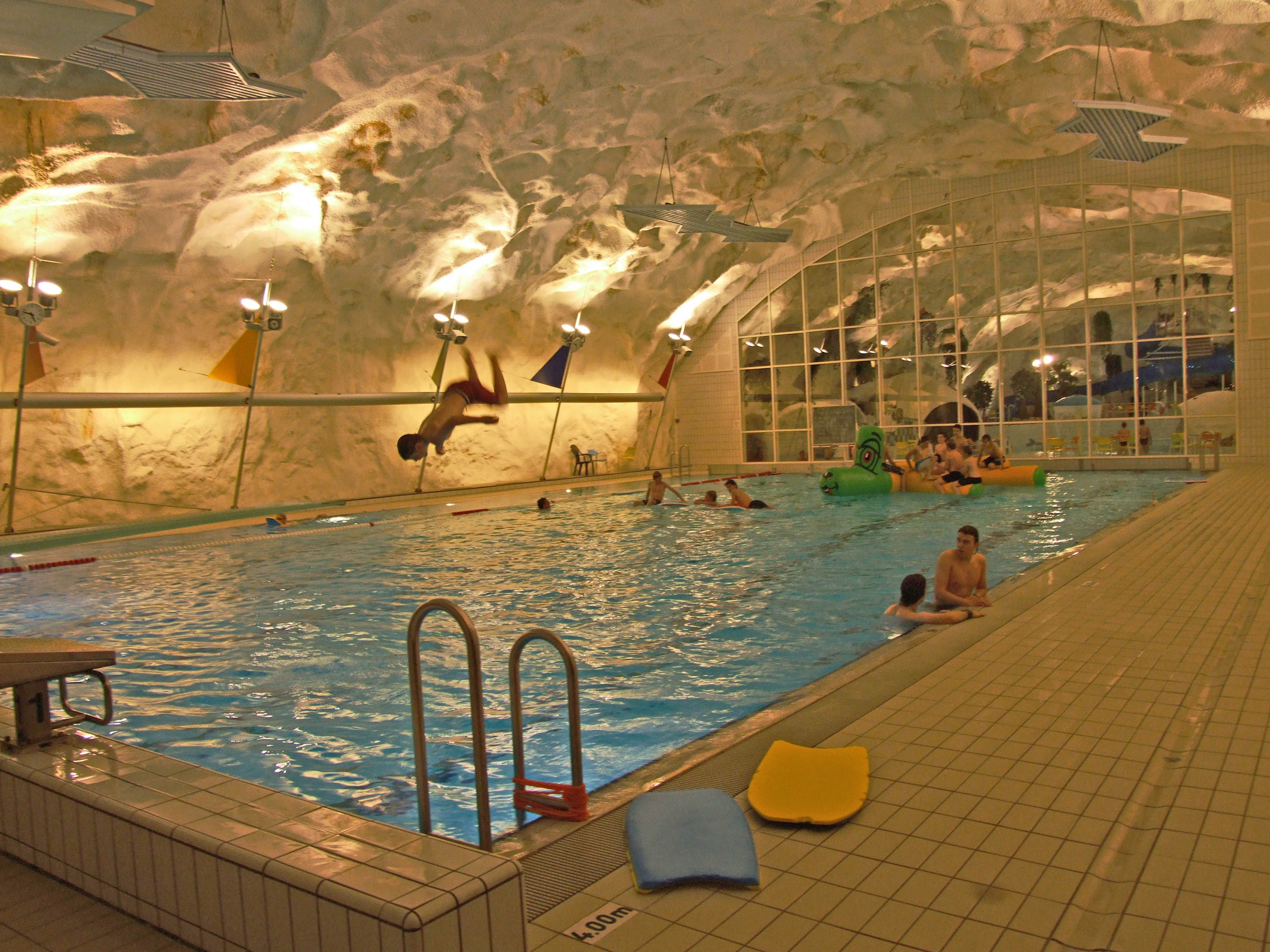
Simhallen Grottebadet i Harstad, 2008

Harstad är en tätort och stad i Norge, centralort i Harstads kommun, och ligger i Troms fylke.
Staden är centrum för det varje år återkommande Festspelen i Nord-Norge (FINN). Varje morgon möts nord- och sydgående fartyg från Hurtigruten här.
Insprängd i fjället ligger en simhall kallad Grottebadet. Anläggningen var 2012 den näst mest besökta attraktionen i Nordnorge, med 204 000 besökande, bara Nordkap hade fler besökande.
Både oljebolaget Statoil och myndigheten Oljedirektoratet har kontor i Harstad, som är en regional knutpunkt för oljeverksamheten.
Harstad har gymnasieskolor, folkhögskola och Högskolan i Harstad. Här finns sjukhus och ett träningscentrum för Kustjägarkommandon. Harstad hör till Troms polisdistrikt, Trondenes tingsrätt och Hålogaland lagmannsrett (hovrätt). Högskolan i Harstad har funnits sedan 1983 och har cirka 1 200 studenter.

## Geografi
Harstad ligger på nordöstra Hinnøya, Norges största ö. Hinnøya är skilt från fastlandet i öster av den norra delen av Tjeldsundet. Söder om Hinnøya ligger Vestfjorden. I väster går det trånga Raftsundet. Området domineras av många fjordar av olika storlek och längd.

## Historia
Det har varit bosättningar i Harstad ända sedan vikingatiden. År 1848 blev Harstad ankomsthamn för kystrutebåtene. Efter att det blev fiskat stora fångster med sill på Vågsfjorden, omkring 1870, började orten växa. År 1888 fick Harstad, som första plats i Nord-Norge, expeditionskaj för ångbåtar. Samma år började årliga handelsmarknader.
1890 fanns det över 80 hus och 540 invånare i Harstad. År 1899 blev Harstad standkvarter för distriktskommandon, och underofficersskola i det nya militärdistriktet, Nord-Norge. Försvaret har varit viktigt för Harstads utveckling. 1895 etablerades skeppsvarv och detta gav många industriarbetsplatser. Harstad var också centrum för ett av de bästa och folkrikaste jordbruksdistrikten i området.

## Transport
Hurtigruten anlöper Harstad varje dag, både från söder och från norr. Härifrån går också andra båtlinjer till bland annat Vesterålen och södra Troms. Det går också en snabbare typ av båt, Hurtigbåt, till Tromsø. Riksväg 867 går från centrum till Grytøya (färja mellan Stornes och Bjørnerå).
Riksväg 83 förbinder Harstad med Europaväg 10, med bro över Tjeldsundet och vidare förbindelse med Europaväg 6. Flygplatsen, Harstad-Narviks flygplats, Evenes, ligger 46 kilometer från Harstad centrum och är en knutpunkt för denna delen av Nordland och Troms.

## Handel
Näringslivet i Harstad är väldigt allsidigt, med vikt på servicenäringarna. En stor del baserar sig på jordbruket. Man har bland annat huvudkontor för Nord-Norges salgslag, mejeri och köttindustri. Här finns fiskeförädlingsindustri och Harstad är centrum för Nord-Norges verkstadsindustri med flera mekaniska verkstäder, samt landets största torrdocka. Harstad är också en viktig bas för oljeverksamheten i norra Norge, och flera oljebolag samt Oljedirektoratet har etablerat sig här.

## Kultur
Sedan 1965 har Harstad arrangerat Festspillene i Nord-Norge i juni månad varje år. Harstad kulturhus, med bland annat konsertscen och kongresshall, öppnade 1992. I juni arrangeras en internationell havsfiskefestival.
Harstad har många forntidsminnen. Strax norr om centrum ligger Trondenes kyrka från cirka 1250, som är världens nordligaste stenkyrka från medeltiden. Trondarnes distriktsmuseum har bland annat utställningar om Harstads kultur och naturhistoria. I centrum ligger Slottet, en bygdeborg som förmodligen är från järnåldern.

## Sport
Ca 5 kilometer från Harstad centrum ligger Harstad Travpark, som byggdes 1995. Banan är världens nordligaste travbana, som arrangerar tävlingar under hela året.